# All of You (песня Хулио Иглесиаса и Дайаны Росс)
«All of You» (с англ. — «Всего/Всю тебя») — песня, записанная испанским певцом Хулио Иглесиасом и американской певицей Дайаной Росс. Она была выпущена как сингл 12 июня 1984 года, также была включена в альбомы исполнителей 1100 Bel Air Place и Swept Away.

## Предыстория и запись
В середине 1980-х годов, уже достигнув высокого уровня международной известности, испанский певец Хулио Иглесиас стремился закрепиться на американском рынке; с этой целью он стал записывать англоязычные песни. Для своего альбома 1100 Bel Air Place он уже записал кавер-версию «The Air That I Breathe» совместно с The Beach Boys и новую песню «To All the Girls I’ve Loved Before» в дуэте с Вилли Нельсоном. Ричард Перри, музыкальный продюсер альбома, предложил Иглесиасу Диану Росс в качестве ещё одного партнера по дуэту.
В это время Росс переживала не самые удачные годы в карьере, когда поступило предложение записать дуэт с испанской суперзвездой, поскольку последний её альбом оказался провальным и сопровождался чередой неудачных выступлений.
Текст песни написала именитая Синтия Вайль, композитором стал сам Иглесиас, а также его друг Тони Ренис.

## Релиз
Песня стала крайне успешной, достигнув первого места в чарте Испании и второго в американском Adult Contemporary, песня также вошла в топ-10 чартов Бельгии, Канады, Нидерландов, Италии и Новой Зеландии. Высокие позиции сингла помогли продажам альбомов обоих исполнителей.

## Чарты

### Еженедельные чарты
| Чарт (1984)                               | Пиковая позиция |
| ----------------------------------------- | --------------- |
| Австралия (Kent Music Report)             | 19              |
| Австрия (Ö3 Austria Top 40)               | 12              |
| Бельгия/Фландрия (Ultratop 50)            | 9               |
| Канада (RPM Top Singles)                  | 8               |
| Канада (RPM Adult Contemporary)           | 1               |
| Германия (GfK)                            | 32              |
| Франция (SNEP)                            | 27              |
| Финляндия (Suomen virallinen singlelista) | 28              |
| Франция (IFOP)                            | 23              |
| Италия (Musica e dischi)                  | 5               |
| Новая Зеландия (Recorded Music NZ)        | 10              |
| Нидерланды (Single Top 100)               | 7               |
| Нидерланды (Dutch Top 40)                 | 7               |
| ЮАР (Springbok Radio)                     | 19              |
| Испания (PROMUSICAE)                      | 1               |
| Великобритания (OCC UK Singles)           | 43              |
| США (Billboard Hot 100)                   | 19              |
| США (Billboard Hot R&B/Hip-Hop Songs)     | 38              |
| США (Billboard Adult Contemporary)        | 2               |
| США (Cash Box Top 100)                    | 12              |

### Годовые чарты
| Чарт (1984)                                    | Позиция |
| ---------------------------------------------- | ------- |
| Канада (RPM Top 200 Singles)                   | 68      |
| Италия (Musica e dischi)                       | 14      |
| США (Billboard Top Adult Contemporary Singles) | 23      |
| США (Cash Box Top 100)                         | 98      |

## Сертификации и продажи
| Регион                                                      | Сертификация | Продажи |
| ----------------------------------------------------------- | ------------ | ------- |
| Канада (Music Canada)                                       | Золотой      | 50 000^ |
| ^ Данные о тиражах приведены только на основе сертификации. |              |         |